# Гениева, Екатерина Юрьевна
Екатери́на Ю́рьевна Ге́ниева (1 апреля 1946, Москва — 9 июля 2015, Израиль) — советский и российский филолог, библиотечный, культурный и общественный деятель, эксперт ЮНЕСКО, член федерального гражданского комитета партии Гражданская платформа, директор Института толерантности. Генеральный директор Всероссийской библиотеки иностранной литературы с 1993 по 2015 год, всего в этой библиотеке работала 43 года. Доктор филологических наук. Одна из авторов «Большой российской энциклопедии».

## Биография
Родилась в семье актёра Юрия Ароновича Розенблита (1911—2002) и хирурга Елены Николаевны Гениевой (1917—1982). Родители вскоре расстались, мать устроилась на работу в медсанчасти ИТЛ в Магадане, и Катя провела раннее детство у бабушки. Бабушка, Елена Васильевна Гениева (урождённая Кирсанова; 1891—1979), в 1921—1926 годах ежегодно отдыхала в «Доме поэтов» Максимилиана Волошина в Коктебеле, состояла в переписке с рядом деятелей русской литературы; её корреспонденция 1925—1933 годов с С. Н. Дурылиным была издана отдельной книгой («Я никому так не пишу, как Вам». М.: Рудомино, 2010. — 525 с.). Дед, инженер-гидролог Николай Николаевич Гениев (1882—1953), автор монографии «Водоснабжение железнодорожных станций» (М.: Огиз, 1932. — 484 с.) и учебника «Водоснабжение» (М.: Госстройиздат, 1950 и 1958. — 578 с.).
Окончила филологический факультет МГУ (1968), кандидат филологических наук (1972, тема «Художественная проза Джеймса Джойса»), в 2006 году защитила докторскую диссертацию на тему «Библиотека как центр межкультурных коммуникаций» по специальности 052503 «Библиографоведение и книговедение (педагогические науки)». Специалист по английской прозе XIX—XX веков. Автор статей и комментариев, посвящённых творчеству Чарльза Диккенса, Джейн Остин, Шарлотты и Эмили Бронте, Джеймса Джойса, Вирджинии Вулф, Сьюзен Хилл и других авторов.
С 1972 года работала во Всесоюзной государственной библиотеке иностранной литературы. С 1989 года первый заместитель директора, с 1993 года генеральный директор. Вице-президент Российской библиотечной ассоциации, первый вице-президент Международной федерации библиотечных ассоциаций и учреждений — IFLA (с 1997).
За годы руководства Гениевой в «Иностранке» открылись 14 зарубежных культурных центров (от французского и британского до болгарского и иранского), а также институт толерантности, отделы детской, религиозной литературы и изданий русского зарубежья, издательство, где выходили публикации редких авторов.
С 1995 года Гениева была одним из руководителей культурных программ Института «Открытое общество» (фонда Сороса) в России (в должностях председателя исполкома, президента, председателя Стратегического правления).
Гениева была президентом Российского фонда Сороса (институт «Открытое общество»), вице-президентом Международной федерации библиотек (IFLA), членом Комиссии РФ по делам ЮНЕСКО, президентом Российского совета по культуре и искусству, президентом Московского отделения Союза англоговорящих (ESU), членом редколлегий журналов «Иностранная литература» и «Знамя», в разные годы входила в редакционные советы и коллегии журналов и газет «Детская литература», «Библиотека», «Русская мысль» и др.
Скончалась 9 июля 2015 года в Израиле, где проходила лечение от рака. Похоронена на Введенском кладбище (2 уч.).

## Семья
- Муж — Юрий Самуилович Беленький (род. 1945), архитектор и инженер-строитель.
- Дочь — Дарья, жена директора Российского государственного архива социально-политической истории (РГАСПИ) А. К. Сорокина.

## Награды и премии
- Орден Дружбы (4 марта 1999) — за заслуги в области культуры и искусства, большой вклад в укрепление дружбы и сотрудничества между народами, многолетнюю плодотворную работу[11]
- Великий офицер ордена Габриелы Мистраль (Чили, 2002)
- Крест Признания V класса (Латвия, 22 марта 2005)[12]
- Кавалер ордена Великого князя Литовского Гядиминаса (Литва, 10 января 2006)[13]
- Офицер ордена Британской империи (Великобритания, 2007)
- Кавалер ордена «За заслуги перед Федеративной Республикой Германия» (Германия, 2007)
- Орден Креста земли Марии 4 класса (Эстония, 6 февраля 2008)[14]
- Орден Заслуг pro Merito Melitensi (Мальтийский орден, 2010)
- Кавалер ордена Почётного легиона (Франция, 2011)[15]
- Золотой Крест Заслуги (Польша, 31 июля 2013)[16]
- Орден Восходящего солнца III степени (Япония, 2015)[17]
- Медаль «В память 850-летия Москвы» (1997)
- Медаль К. Д. Ушинского (Министерство образования и науки Российской Федерации, 2003)
- Орден За достижения в области культуры (Бразилия)
- Заслуженный работник культуры Автономной Республики Крым (Автономная Республика Крым, Украина, 7 сентября 2012) — за активное участие в сохранении историко-культурного наследия Автономной Республики Крым, вклад в развитие культуры и международного сотрудничества, многолетний добросовестный труд и в связи с 10-летием Международного попечительского совета Крымского республиканского учреждения "Коктебельский эколого-историко-культурный заповедник «Киммерия М. А. Волошина»[18]
- Почётная грамота Президиума Верховной Рады Автономной Республики Крым (Автономная Республика Крым, Украина, 5 сентября 2005) — за значительный личный вклад в проведение реставрации памятника культуры международного значения Дома-музея М. А. Волошина (г. Феодосия)[19]
- Знак отличия Министерства культуры Венгрии Pro Cultura Hungarica
- Лауреат премии «Человек года» (Федерация еврейских общин России, 2005)
- Премия имени Йозефа Хааза (2003)[20]
- Премия имени Гейдара Алиева (Всероссийский азербайджанский конгресс, 2012)[21]

## Память
В 2015 году в Кемеровском государственном институте культуры создана электронная коллекция документов ЭКД Екатерины Юрьевны Гениевой. В 2016 году в Москве, при входе в Библиотеку иностранной литературы, был открыт памятник Е. Ю. Гениевой (автор идеи — продюсер и режиссёр Григорий Амнуэль).